# Georges Vedel
Georges Vedel (Auch, 5 luglio 1910 – Parigi, 21 dicembre 2002) è stato un giurista francese.

## Biografia
Vedel studiò diritto all'Università di Poitiers, di Tolosa e all'Università Panthéon-Assas di Parigi. Esperto di diritto costituzionale, ha scritto molti volumi sull'argomento.
Fu nominato nel Consiglio costituzionale dal presidente della Repubblica Valéry Giscard d'Estaing e ricoprì tale carica dal 1980 al 1989. Il 28 maggio 1998, fu nominato al seggio 5 dell'Académie française, al posto di René Huyghe.

## Onorificenze e riconoscimenti

### Lauree honoris causa
Vedel fu insignito da diverse laurea honoris causa dalle Università di Atene, Bruxelles, Losanna e Costa Rica.